# Monica Stoian
Monica Stoian (* 25. August 1982) ist eine rumänische Speerwerferin. 
Sie wurde Siebte bei den Jugend-Weltmeisterschaften 1999 und gewann die Silbermedaille bei der Universiade 2007. Sie nahm auch an den Weltmeisterschaften 2007 und den Olympischen Spielen 2008 teil. Bei den Weltmeisterschaften 2009 errang sie nach Disqualifikation der gedopten Russin Marija Abakumowa die Bronzemedaille, als sie im ersten Versuch eine persönliche Bestweite von 64,51 m erzielte. Beim darauffolgenden Leichtathletik-Weltfinale erreichte sie noch einmal einen siebten Platz.
Von Verletzungen geplagt verlief die Saison 2010 sehr enttäuschend. Aufgrund ihrer schwachen Leistungen wurde sie vom rumänischen Leichtathletikverband auch nicht für die Leichtathletik-Europameisterschaften 2010 berücksichtigt.